# Le avventure della famiglia Robinson
Le avventure della famiglia Robinson (The Adventures of Swiss Family Robinson), nota anche col titolo La famiglia Robinson, è serie televisiva neozelandese del 1998 tratta dal romanzo Il Robinson svizzero di Johann David Wyss. Ha la durata di una sola stagione.

## Episodi
| Stagione       | Episodi | Prima TV USA | Prima TV Italia |
| -------------- | ------- | ------------ | --------------- |
| Unica stagione | 30      | 1998         | 1998            |

## Distribuzione
In Italia è trasmessa inizialmente nel 1998 prima da Rai 1 (che ne ha trasmesso solo i primi episodi) e poi successivamente da 7 Gold nel dicembre 2008.